# ヤン・コック・ブロンホフ

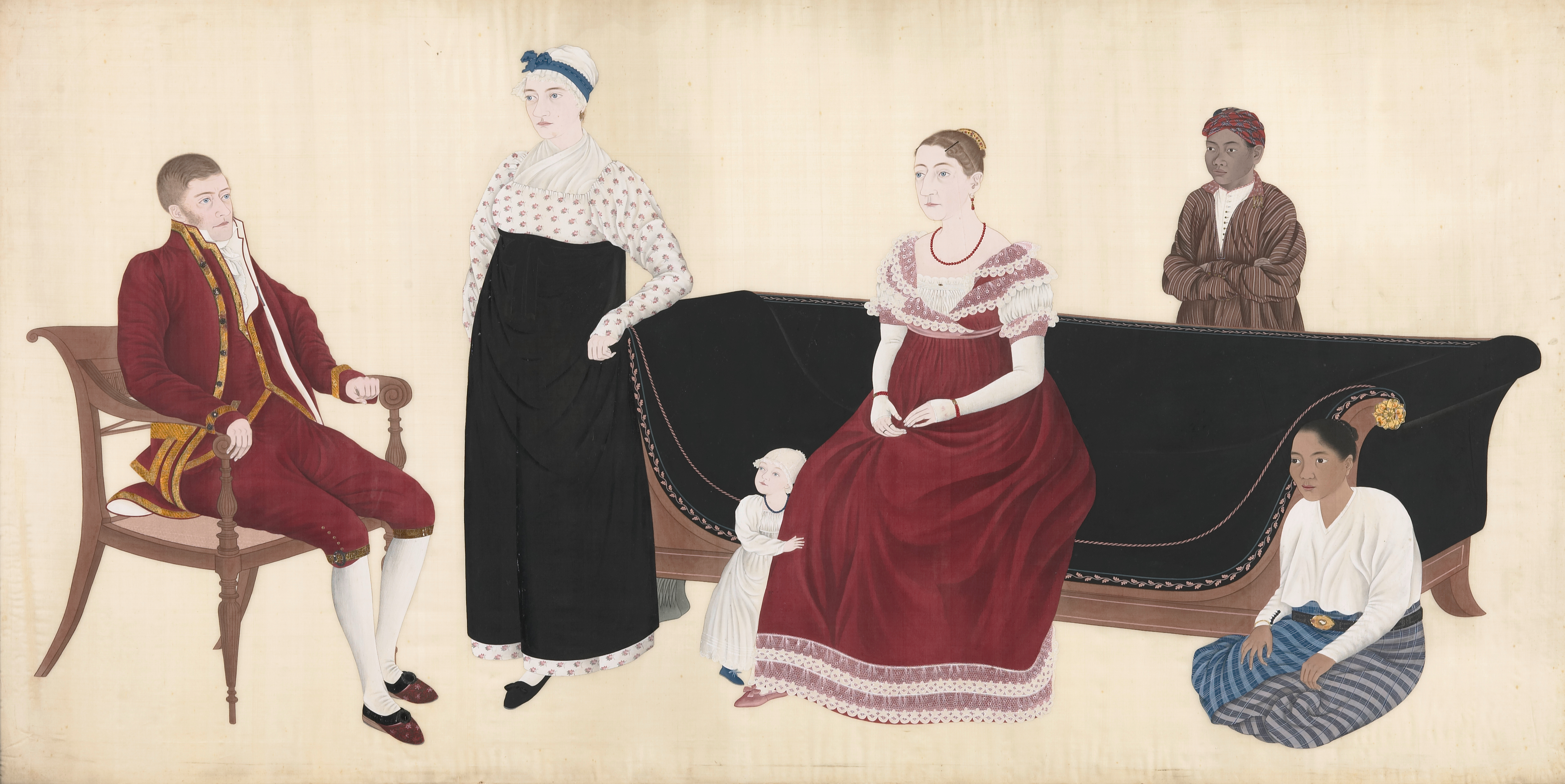
ブロンホフ家族図（川原慶賀作）。左からヤン・コック・ブロンホフ、乳母のペトロネラ、息子のヨハンネス、妻のティティア・ベルフスマ、ジャワ人の下男、下女

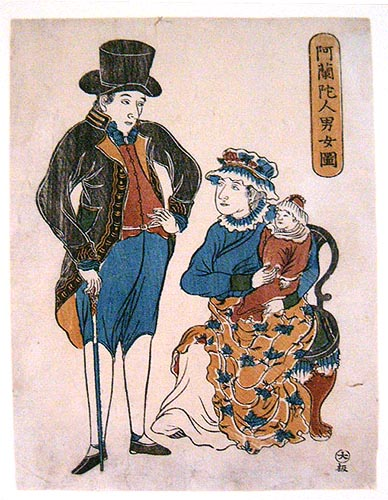
ヨハンネスを抱いた乳母とブロンホフ

ヤン・コック・ブロンホフ（Jan Cock Blomhoff、歩陸無忽桴）、男性、（1779年8月5日 - 1853年10月13日）は、江戸時代の出島オランダ商館長（カピタン）、日本初の英語辞書編纂者。英語を教えた通詞に吉雄権之助、吉雄忠次郎、本木正左衛門、末永甚左衛門、馬場為八郎、馬場佐十郎、西吉右衛門。

## 生涯

### 経歴
ネーデルラント連邦共和国（現在のオランダ）・アムステルダムに生まれた。1794年、15歳の時にフランス革命戦争にネーデルラント連邦軍の兵士として参加。しかし翌年、ネーデルラント連邦がバタヴィア共和国へ移行する中ブロンホフは軍を除隊。1798年激化するフランス革命戦争から逃れる為に両親とプロイセン王国（現在のドイツ）に亡命して、そのままプロイセン軍に入隊、イギリスに赴任した。
1802年3月25日、フランスとイギリスが講和しアミアンの和約を締結。フランス革命戦争終結に伴いブロンホフは除隊してオランダ東インド会社へ入社したことになっている。1803年、イギリスがアミアン和約を破棄しナポレオン戦争が勃発。国許が戦火に巻き込まれる中ブロンホフは1805年、バタヴィア（現在のインドネシア・ジャカルタ）へ渡りオランダ東インド会社総督ヘルマン・ウィレム・ダエンデスのもとで働いたことになっている。しかし、オランダ東インド会社は、すでに1799年に解散しており、会社自体が存在していないため、いずれの任務で商館長に就いたのかは不明である。
その後も1806年、フランス皇帝ナポレオン1世の弟ルイ・ボナパルトが国王としてバタヴィア共和国に入りバタヴィア共和国はホラント王国に移行。オランダの混乱は収まらなかった。

### 出島
1809年、ブロンホフは日本の出島オランダ商館に荷倉役（倉庫番）として任命され訪日。このころの日本ではこの1年前の1808年にフェートン号事件が発生しイギリス船からの攻撃を受けた幕府は西洋からの攻撃に警戒を強め、直ちにイギリスの情報収集と対応のためイギリスの言葉、英語を習得することを決めていた。しかしイギリス人のいない日本で英語習得は難しく、困った長崎の通詞達は出島オランダ商館長（カピタン）ヘンドリック・ドゥーフに相談。そこでドゥーフは、商館内からブロンホフを英語指南役として推薦した。ブロンホフは軍隊時代にイギリス赴任の経験があり英語がオランダ商館内で一番堪能であったためだ。この時からブロンホフは長崎通詞達に英語を教え、同時に英語辞書の編纂を開始することになった。
1810年、ホラント王国がフランスに併合され、オランダ商館の立場はより苦しいものになった。翌年にはオランダ東インド会社の東洋拠点インドネシアのバタヴィアがイギリスに占領され、オランダの旗が翻るのは日本の出島のみとなった。
1812年、ブロンホフは遊女糸萩との間に娘、おいねをもうけた（翌年の2月24日に眠り病で死去）。
1813年、イギリス東インド会社総督トーマス・ラッフルズの命を受けたイギリス船が出島に来航（シャーロット号事件）。退けたが、商館長ドゥーフは事態打開のため、ブロンホフをバタヴィアへの使者にたてることに決めた。ブロンホフはイギリス東インド会社への出島オランダ商館の使者としてバタヴィアに到着したが、あえなく捕縛され、そのままイギリスに連行されることになった。連行される間も1814年6月、またもイギリス船が出島に来航した。
1815年、不安の中イギリスに到着。フランスに併合されていたオランダが既にウィーン会議の結果ネーデルラント連合王国として独立し主権を回復していたため、ブロンホフは手続きが終わると直ちに釈放され、オランダに帰国した。帰国後、ティティア・ベルフスマと結婚。故郷に腰を落ち着けるつもりだったが、国王ヴィレム1世に招聘され命を受けた。それは再び日本に赴任し商館長として活動することだった。

### 商館長時代
1817年、再度訪日。ブロンホフが妻子や乳母・召使いを同伴していたことに幕府は驚愕し、出島に入れる事を拒んだが、ブロンホフは商館長ドゥーフと共に直訴、対応は膠着した。その間、長崎の話題は妻ティティアに集まった。町の絵師達はこぞって彼女を題材に絵を描き、または人形を制作するなどした。その後、ブロンホフは自身の健康上の理由で家族の同伴の必要性を述べるなど幕府に嘆願したが、健康に不備があるなら別の人間を連れてくるようにとにべなく断られ、家族は16週間の出島滞在の後、ドゥーフと共にオランダに帰国した。日本へ旅した最初の西洋人女性、ティティアの存在は、『西洋婦人』となって、今も語り継がれている。
家族と別れたブロンホフは以後、途絶えていた貿易事業の回復や日本の動植物や文化の研究に専念した。
1818年2月13日、ブロンホフは、江戸参府のため長崎屋に滞在し11代将軍徳川家斉に謁見した。大槻玄沢ら江戸の蘭学者とも交流した。1821年4月2日、妻ティティアがネーデルラント本国で病死。出島での生活が夫人との最後となった。1822年2度目の江戸参府に赴いたあとは出島で帰国まで過ごした。

### 帰国・晩年
1823年、商館長職をヨハン・ウィレム・デ・スチューレルに引き継ぎ、オランダに帰国。帰国後は日本で蒐集した品を売買するなどしながら再婚もして静かな余生を送った。1853年10月13日、74歳で死去。

## エピソード

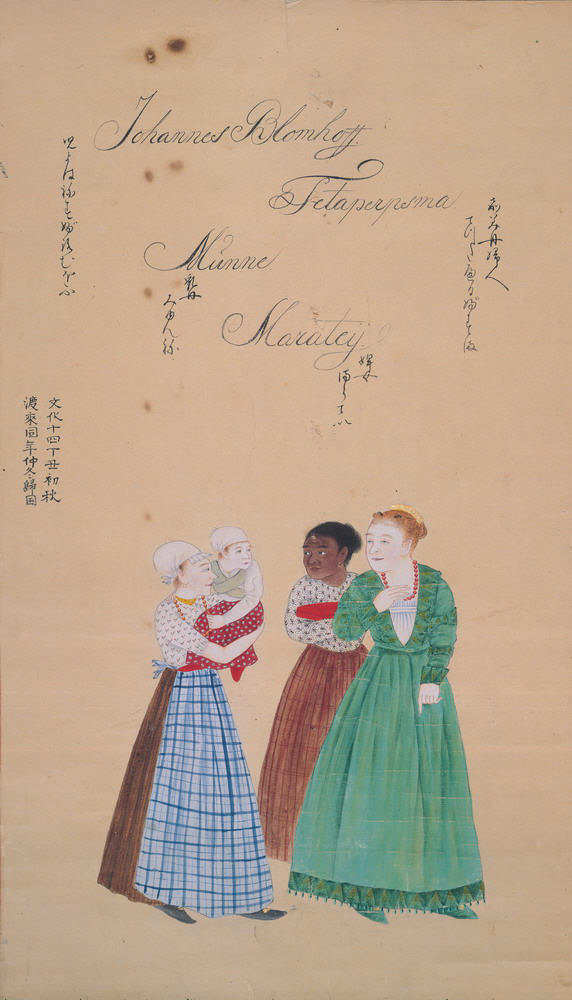
ヨハンネスを抱く乳母とティティアとジャワ人侍女の図。作者不明。オランダ国立世界文化博物館（:nl:Nationaal Museum van Wereldculturen）所蔵

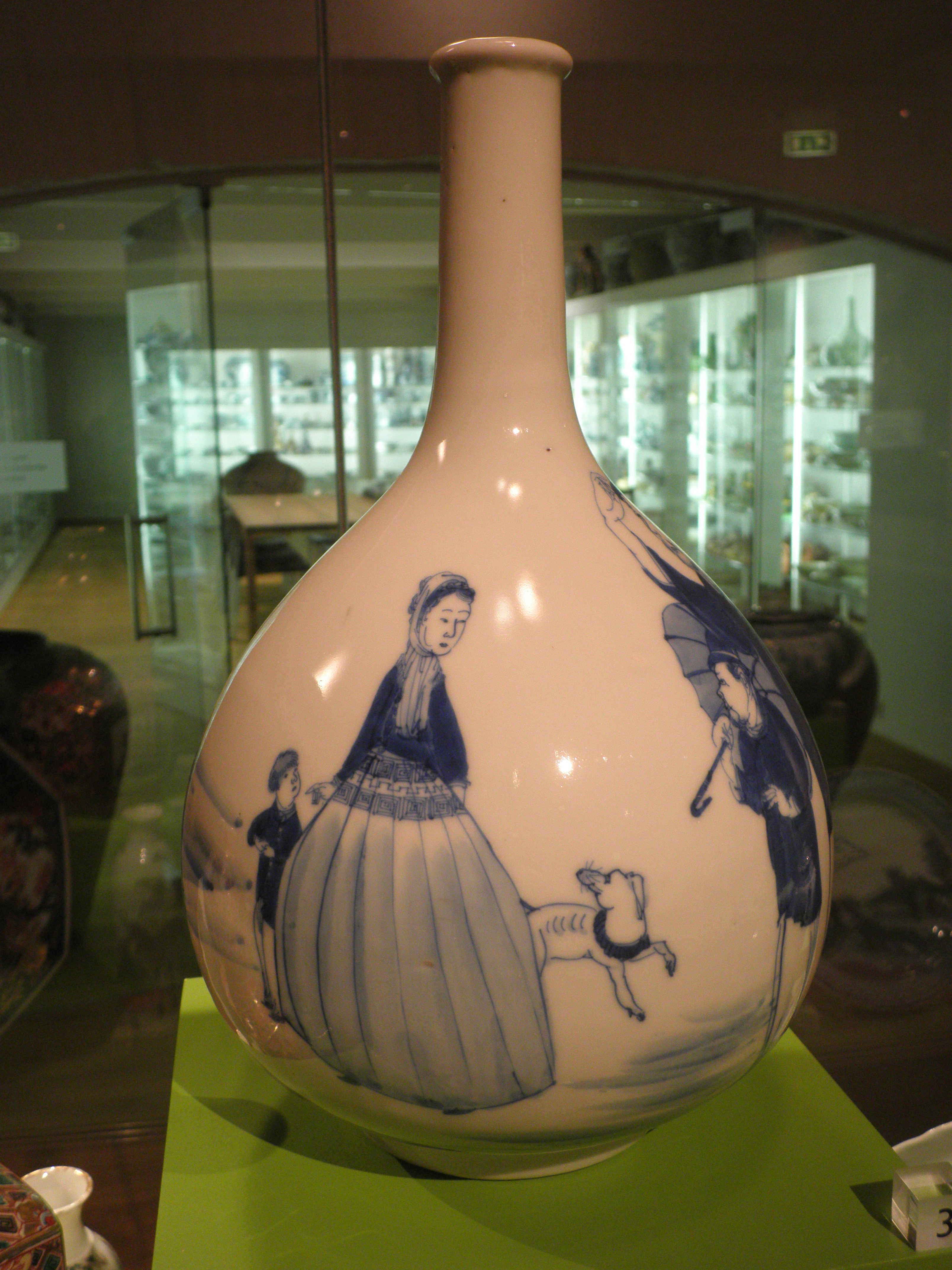
ティティアと思しき女性が描かれた陶器

ブロンホフの妻ティティアと乳母のペトロネラは、日本に初めて足を踏み入れた西洋人女性と言われ、短い滞在にもかかわらず、珍しさから多くの画家の題材となり、複製画などが日本全国に広まった。今でも当時の異国女性の典型として長崎土産のアイコンとして使用されている。当時、ティティアをモデルに制作された人形は、現在でも長崎古賀人形「紅毛夫人」として土産物の一つとなっている。
ティティアは、スクエア・ピアノを出島に持ち込んで弾いたとみられ、下関でオランダ宿をつとめた本陣の伊藤杢之允の子孫の元に、その折のデッサン画が現存する。このピアノは、後にシーボルトが持ち込んだピアノ（萩市の熊谷美術館に現存）とは異なるもので、日本に最初に持ち込まれたピアノであると考えられる。2002年にはティティアの遠縁にあたるというオランダ女性により書籍『ティティア-日本初の西洋人女性』が執筆され、その日本語版も出版された。2009年には「日本で愛され続けるオランダのある肖像」としてティティアを紹介するドキュメンタリー番組がオランダの放送局(nl:AVRO)で放映された。
ティティア(nl:Titia Bergsma,  1786 - 1821)はレーワルデンの州裁判所長の娘で、1806年に商人だったブロンホフに求婚されるも、若すぎるとして父親に認められず、ブロンホフは国を離れた。1811年に父親の高等裁判所昇進に伴ってハーグに移り、1814年に帰国したブロンホフと再会して翌1815年に結婚、軍の兵站部簿記係となった夫に伴って任地のドルトレヒトに転居し、息子のヨハンネス（1816-1900）をもうけた。同年息子と乳母を連れて夫ともにバタビア（現・ジャカルタ）に向かい暮らし始めたが、1817年8月、夫が出島の監査人に任命され一家で来日、幕府の命により同年12月息子と乳母とともに離日し、バタビア経由で帰国、以後病身となり夫と再会することなく1821年に亡くなった。
乳母のペトロネラ（nl:Petronella Muns, 1794 - 1842）は庭師の娘でヨハンネスと同じ年の婚外子があったことから乳母として雇われ、ブロンホフ夫妻に同行した。ティティアに伴ってアガサ号でバタビアに戻ったが、帰国中の船上でブロンホフもしくは船員との子と思われる女児を出産した（この子を含め計3人の婚外子を産んだのち、1835年に鍛冶職人と結婚した）。
オランダ人が江戸に滞在する際の宿「長崎屋」で、蘭学者らとともに日本人がオランダ人、オランダ人が日本人の格好をする仮装パーティーに参加する様子を描いた、幕府の医官だった桂川甫賢作の『長崎屋宴会図』が、2019年オランダで発見された。
1821年7月に、雌雄のヒトコブラクダがオランダ商人の船で出島に運ばれ、幕府へ献上されることになったが、不要としたためブロンホフは糸萩に贈った。実際には香具師が引き受け、肥田織木綿三30端、色縮緬57端、青梅縞70端、紋羽30端と交換された。このラクダは見世物ととして有名になり、体ばかり大きく役に立たない人や物の例えを「ラクダ」と呼ぶようになった。

## 著作
- 諳厄利亜国語和解（英日辞書）
- 諳厄利亜語林大成（英和辞書）